# Луїза Данц
Луїза Гелена Елізабет Данц (нім. Luise Helene Elisabeth Danz; 11 грудня 1917, Валльдорф — 21 червня 2009) — наглядачка жіночих концентраційних таборів.

## Біографія
Після закінчення народної школи працювала в бранденбурзькій булочній. У 1940 році повернулася до батьків і почала працювати на пошті. 24 січня 1943 року Данц отримала запрошення на роботу наглядачкою в Жіночі допоміжні підрозділи СС. Вона почала працювати в концтаборі Равенсбрюк, потім її перевели в табір смерті Майданек. Пізніше Данц служила в Аушвіці і Мальхові.
В'язні згодом розповідали, що зазнали жорстокого поводження з боку Данц. Вона била їх, конфісковувала виданий на зиму одяг. У Мальхові, де Данц займала посаду старшої наглядачки, вона морила ув'язнених голодом, не видаючи їм їжу по три доби. 2 квітня 1945 року вона вбила неповнолітню дівчинку.
Данц була арештована 1 червня 1945 року в Лютцові. На суді Верховного національного трибуналу Польщі, який тривав з 24 листопада по 22 грудня 1947, вона була засуджена до довічного позбавлення волі. Звільнена в 1956 році за станом здоров'я. У 1996 році проти неї висунули звинувачення у вищезгаданому вбивстві дитини, але воно було знято після того, як лікарі сказали, що Данц буде занадто важко перенести повторне тюремне ув'язнення.

## Нагороди
- Хрест Воєнних заслуг 2-го класу